# Liste von Karate-Begriffen
Diese Liste umfasst Fachbegriffe im Bereich der Kampfkunst Karate, welche aus der japanischen Sprache stammen und die Fertigkeiten und Techniken der ernsthaften körperlichen Auseinandersetzung mit einem Gegner unterrichten.

## Angriffs-/Abwehrbereiche

Im Karate gibt es drei Zielregionen:
- Gedan 下段 – der untere Bereich der Körperhälfte, von den Füßen bis zur Hüfte.
- Chūdan 中段 – der mittlere Körperbereich, von der Hüfte bis zum Hals.
- Jōdan 上段 – der obere Körperbereich, vom Hals bis zum Kopf.

## Raum
| - Migi 右 – rechts - Hidari 左 – links - Mae 前 – vorn - Ushiro 後ろ – hinten - Yoko 横, Hen 辺 – seitlich - Jōseki 上席 – obere Seite - Shimoseki 下席 – untere Seite - Ō 大, Ōkii 大きい, Dai 大 – groß - Ko 小, Shō 小 – klein - Dan 段 – Stufe - Jō 上 – oben - Chū 中 – Mitte - Ge 下, Shimo 下 – unten - Uchi 内 – innen - Shōmen 正面 – Vorderseite, Front | - Soto 外 – außen - Sumi 隅 – Winkel - Omote 表 – Vorderseite - Ura 裏 – Rückseite - Uku 浮く – fließend - Ue 上 – darüber - Shita 下 – darunter - Komi 込 – darin, dicht - Tō 遠 – weit, entfernt - Kuruma 車 – Rad, hier: im Kreis - Mawashi 回し – drehend, hier etwa: im Halbkreis - Kagi 鈎, Kake 掛け – Haken - Hira 平 – flach - Naname 斜め – schräg - Sokumen 側面 – Seite, Flanke |

## Zählen
| - 一 Ichi – eins - 二 Ni – zwei - 三 San – drei - 四 Shi/Yon – vier - 五 Go – fünf | - 六 Roku – sechs - 七 Shichi/Nana – sieben - 八 Hachi – acht - 九 Kyū/Ku – neun - 十 Jū – zehn |

Bei Ichi, Roku und Hachi wird der Schlussvokal verschluckt bzw. ist ganz schwach zu hören. Bei Shichi wird das i von Shi verschluckt, nicht von chi.
Wenn Dinge, Gegenstände oder Abstrakta gezählt werden, wird den Zahlwörtern ein Zählwort als Suffix angehängt, abhängig von der Art der gezählten Dinge. Beispiele:
- lange dünne Gegenstände, übertragen auch für Schläge: 本 hon

一本 Ippon, 二本 Nihon, 三本 Sanbon, 四本 Yonhon…
- Gürtelrangsystem für Schülergrade: 級 Kyū

一級 Ikkyū, 二級 Nikyū, 三級 Sankyū, 四級 Yonkyū, 五級 Gokyū, 六級 Rokkyū, 七級 Nanakyū, 八級 Hachikyū, 九級 kukyū
- Gürtelrangsystem für Meistergrade: 段 Dan

初段 Shodan, 二段 Nidan, 三段 Sandan, 四段 Yondan, 五段 Godan, 六段 Rokudan, 七段 Nanadan, 八段 Hachidan
Bei einigen Kata-Aufzählungen und Graduierungsstufen wird an Stelle des Begriffs der ersten Stufe (Ichidan) häufig die Bezeichnung Anfangsstufe (Shodan) verwendet.

## Waza技– Techniken
Die Techniken werden nach dem „Körperteil“ und der Art der Ausführung unterschieden. Der Zusatz Mae bedeutet Ausführung der Technik nach vorne, Yoko zur Seite, Ushiro nach hinten, Ura in die Gegenrichtung. Keage bezeichnet eine Ausführung von unten nach oben, während Kekomi eine geradlinige Ausführung angibt.
Die Nomenklatur ist nicht in allen Stilen und Budo-Disziplinen völlig identisch. So werden zum Beispiel im Wadō-Ryū oder Okinawa-Karate und Judo „Soto“ und „Uchi“ im Vergleich zum Shotokan-Karate vertauscht gebraucht, weil Uchi und Soto relative Orte, aber keine Richtungen bezeichnen, d. h. ob Soto „von außen“ oder „nach außen“ heißt, unterliegt der Konvention der jeweiligen Budo-Disziplin und Stilrichtung. Die Stile unterscheiden sich auch in der Auswahl der unterrichteten und in den Katas verwendeten Techniken, nicht alle hier angeführten Techniken kommen in allen Stilen vor.

### Tachikata立ち方– Stellungen

#### Shizen-Tai自然体– Grundstellungen

Heikō-Dachi

- Heisoku-Dachi 閉足立ち – geschlossene Parallelstellung
- Musubi-Dachi 結び立ち – geschlossene Fersen
- Hachiji-Dachi 八字立ち – offene Fußstellung
- Uchi-Hachiji-Dachi 内八字立ち – Stellung mit eingedrehten Füßen
- Heikō-Dachi 平行立ち – offene Parallelstellung
- Teiji-Dachi 丁字立ち – T-Stellung
- Renoji-Dachi レの字立ち – L-Stellung

#### KumiteDachi組手立ち– Kampfstellungen
| - Zenkutsu-Dachi 前屈立ち – tiefe Vorwärtsstellung - Moto-Dachi 基立ち – hohe Vorwärtsstellung - Kōkutsu-Dachi 後屈立ち – Rückwärtsstellung - Kiba-Dachi 騎馬立ち – Reiterstellung - Sanchin-Dachi 三戦立ち – „Dreifußstellung“ - Hangetsu-Dachi 半月立ち – Halbmondstellung | - Neko-Ashi-Dachi 猫足立ち – Katzenfußstellung - Kōsa-Dachi 交差立ち – Überkreuzstellung - Sagi-Ashi-Dachi 鷺足立ち – Reiherstellung - Tsuru-Ashi-Dachi 鶴足立ち – Kranichfußstellung - Shiko-Dachi 四股立ち – offene Bereitschaftsstellung - Fudō-Dachi 不動立ち oder Sōchin dachi 壯鎭立ち – unbewegliche Stellung |

### Kamae構え– Bereitschaft, Haltung
Kamae bezieht sich auf die gesamte Körperhaltung und die geistige Einstellung, kann im passenden Kontext aber auch als Abkürzung für eine bestimmte Haltung verwendet werden, z. B. für Chudan Kamae. Durch Anhängen des Suffixes -te wird das Kommando gebildet, eine bestimmte Haltung einzunehmen, z. B. „Zenkutsu dachi, kamaete!“

#### Mi Gamae身構え– körperliche Bereitschaft
- Maai 間合 – Distanz
- Metsuke 目付け – Blick
- Hyōshi 拍子 – Rhythmus
- Kokyū 呼吸 – Atmung
- Waza 技 – Technik

#### KiGamae気構え– geistige Bereitschaft
- Kihaku 気迫 – Kampfgeist
- Sen 先 – Initiative
- Yomi 読み – Wahrnehmung
- Zanshin 残心 – Geistesgegenwart
- Kikai 機会 – Gelegenheit
- Kiai 気合 – Zusammentreffen der Kraft. Als kiai bezeichnet man den Schrei im Karate.

#### Kamae Kata構え方– Bereitschaftshaltung

##### Nichtkämpferische Haltungen
- Shizentai gamae 自然体構え – natürliche Bereitschaft
- Yōi gamae 用意構え – konzentrierte Bereitschaft
- Rei gamae 礼構え – Haltung des Grußes
- Jiai gamae – Yin/Yang-Position
- Kankū gamae 観空構え – Anfang der Kata Kanku-Dai
- Bassai gamae 抜塞構え – Anfang der Kata Bassai Dai

##### Kämpferische Haltungen

###### Jōdan gamae上段構え
- Maebane gamae 前翅構え – „Flügelhandhaltung“gamae – Jōdan morote uchi uke

###### Chūdan gamae中段構え
Eine gängige Haltung (u. a. auch beim Boxen), bei der beide Fäuste leicht versetzt vor dem Torso gehalten werden. Diese Haltung eignet sich Angriffe (z. B. Zuki) und Abwehraktionen mit den Armen auf Jodan-, Chudan- und Gedan-Höhe. Der Oberkörper ist Richtung Gegner leicht eingedreht, um bei eigenen Angriffen von höherer Reichweite (z. B. Kizami-Zuki) oder Hüfteinsatz (z. B. Gyaku-Zuki) zu profitieren und um die dem Gegner präsentierte Trefferfläche zu minimieren. Diese Armhaltung wird häufig mit dem Stand Zenkutsu-Dachi kombiniert.
- Sagurite gamae 探り手構え – suchende Handhaltung
- Jūji gamae 十字構え – Über-Kreuz-Handhaltung
- Chuken gamae – verführende Position
- Ganseki gamae 岩石構え – unerschütterliche Haltung
- Chushu gamae – ausgestreckter Arm
- Tashin gamae 他心構え – seitlich gekreuzte Hände
- Shutō gamae 手刀手構え – offene Handhaltung
- Kōkō gamae 虎口構え – „Tigermaulhaltung“

###### Gedan Gamae下段構え
- Jion gamae 慈恩構え – „Drachenposition“
- Ensei gamae – Hocke/ausgestreckter Arm
- Jigo gamae – kniend auf einem Bein
- Sochin gamae – Hocke/ausgestreckter Fuß
- Shoshin gamae – Hocke auf einem Fuß
- Toten gamae – auf einem Knie
- Muhen gamae – Hocke/entspannte Arme

###### Kombinierte Kamae
- Manji gamae 卍構え – „Tempelkreuzhaltung“
- Musō gamae 無想構え – Haltung der „Nichthaltung“
- Kōsa gamae 交叉構え – Chudan uke/Gedan barai
- Neko gamae 猫構え – „Katzenhaltung“
- Jōge gamae 上下構え – Hoch-tief-Position
- Garyu gamae – zurückgelehnte Position

### Ashi-Waza足技– Fußtechniken

#### Trefferflächen
- Chūsoku 中足 – Fußballen
- Sokutô 足刀 – Fußaußenkante
- Sokutei 足底 – Fußinnenkante
- Sune すね – Schienbein
- Teisoku 底足 – Fußsohle
- Kakato 踵 – Ferse
- Haisoku 背足 / Ashi no ko 足の甲 – Spann
- Tsumasaki 爪先 – Zehenspitzen
- Hiza 膝 – Knie

Chūsoku

Teisoku

Tsumasaki

- Mae-Ashi 前足 – Vorderer Fuß / Vorderes Bein

#### Ashi-Sabaki足さばき(unsoku運足) – Beinarbeit
- Suri-Ashi 摺足 – Gleitende-Schritte. Meint keine Schritttechnik speziell, sondern ist als Grundlage der Beinarbeit allgemein zu verstehen, im Gegensatz zum Auftreten, oder Stampfen Fumikomi-Ashi 踏み込み足. Bei Suri-Ashi bleiben die Fußballen idR im Kontakt mit dem Boden.
- Kae-Ashi 替え足 – wechselnder Schritt. Gelegentlich als Ayumi-Ashi 歩み足, Gehender-Schritt bezeichnet.
- Yori-Ashi 寄り足 – Annähernder Schritt. Die Beine entfernen sich voneinander, bevor sie wieder aufeinander zubewegt werden. Hiermit ist insb. das Nachstellen des zweiten Beins gemeint, nachdem der Abstand der Beine vergrößert wurde.
- Tsugi-Ashi 次足 – Beistellschritt. Die Beine nähern sich an, bevor sie auseinander bewegt werden.
- Okuri-Ashi 送足, „Begleitender Schritt“. Das hintere Bein bewegt sich zuerst, wobei der hintere Fuß in 45° nach außen vor den vorderen Fuß gesetzt wird. Ähnlich wie bei Tsugi-Ashi soll hier Raumgewinn gemacht werden. Gelegentlich wird Okuri-Ashi für das Nachstellen des hinteren Beines beim Yori-Ashi verwendet, wodurch es zu Missverständnissen, insbesondere zwischen unterschiedlichen Budoka kommt. Gelegentlich wird Okuri-Ashi als Sashi-Ashi 差し足, Geheimer Schritt bezeichnet.
- Ashi-Fumikae 足踏み替え – gleichzeitiger Beinwechsel
- Tenkan-Ashi 転換足 – Drehschritt
- Chakuchi 着地 – Ausfallschritt

##### Ashi-Barai足払い– Fußfeger
- Uchi-Ashi-Barai 内足払い – Feger von innen nach außen
- Soto-Ashi-Barai 外足払い – Feger von außen nach innen
- Ushiro-Ashi-Barai 後足払い – Rückwärtsfeger
- Moro-Ashi-Barai 諸足払い- beidbeiniger Fußfeger

##### Ashi-Basami足挟み- Fußscheren
- Kani-Basami 蟹挟み – Krebsschere

#### Ashi-Geri足蹴り(Keri waza) – Fußtritte

##### Zenpo-Geri前方蹴り– Vorwärtstritte
- Mae-Geri 前蹴り – Fußtritt nach vorn
  - Mae-Geri-Keage 前蹴上げ – geschnappter Fußtritt nach vorn
  - Mae-Geri-Kekomi 前蹴込み – gestoßener Fußtritt nach vorn
- Mawashi-Geri 回し蹴り – Halbkreisfußtritt

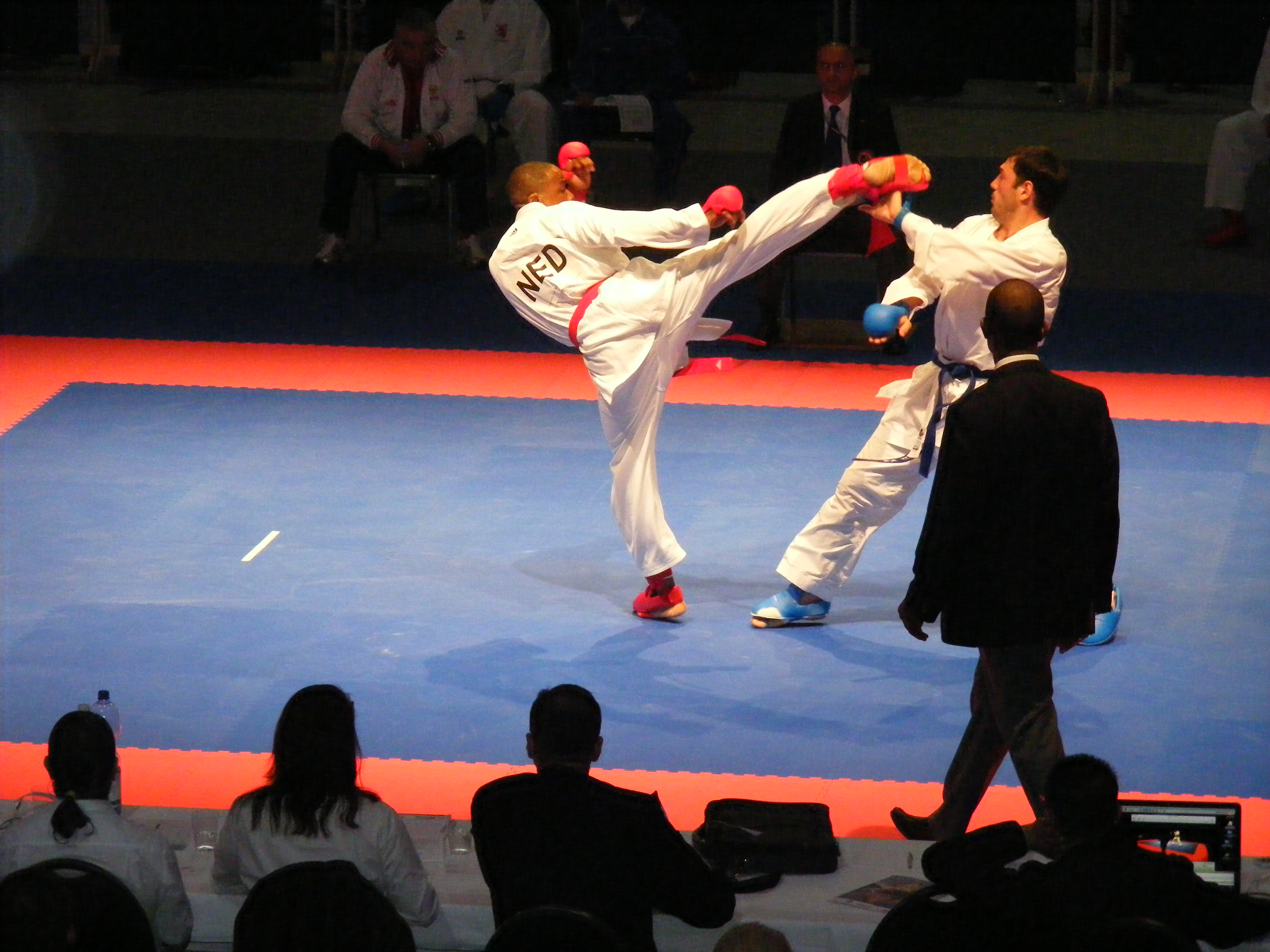
Mawashi-Geri

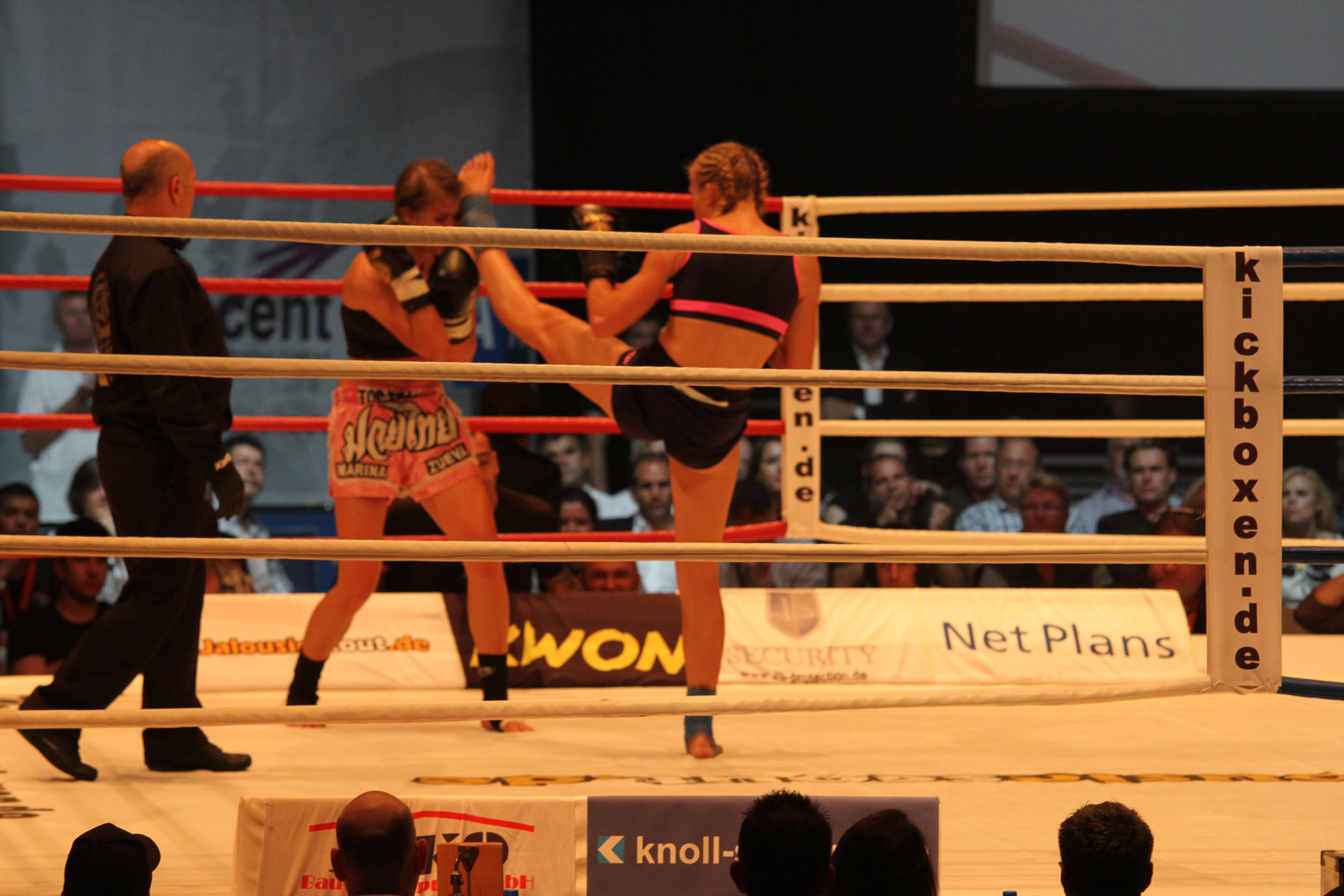
Kakato-Geri Axe-Kick

- Gyaku-Mawashi-Geri 逆回し蹴り – verkehrter Halbkreisfußtritt
- Ura-Mawashi-Geri 裏回し蹴り – Halbkreisfußtritt nach innen
- Mikazuki-Geri 三日月蹴り – Halbmondtritt
- Ura-Mikazuki-Geri 裏三日月蹴り – umgekehrter Halbmondtritt
- Hiza-Geri 膝蹴り – Knietritt
- Mawashi-Hiza-Geri 回し膝蹴り – Halbkreisknietritt
- Mae-Tobi-Geri 前飛び蹴り – Sprungtritt nach vorn
- Nidan-Geri 二段蹴り – Zwei-Stufen-Tritt
- Kakato-Geri 踵蹴り – Axttritt (Fersentritt)

##### Sokumen-Geri側面蹴り– Seitwärtstritte
- Yoko-Geri 横蹴り- Fußtritt zur Seite

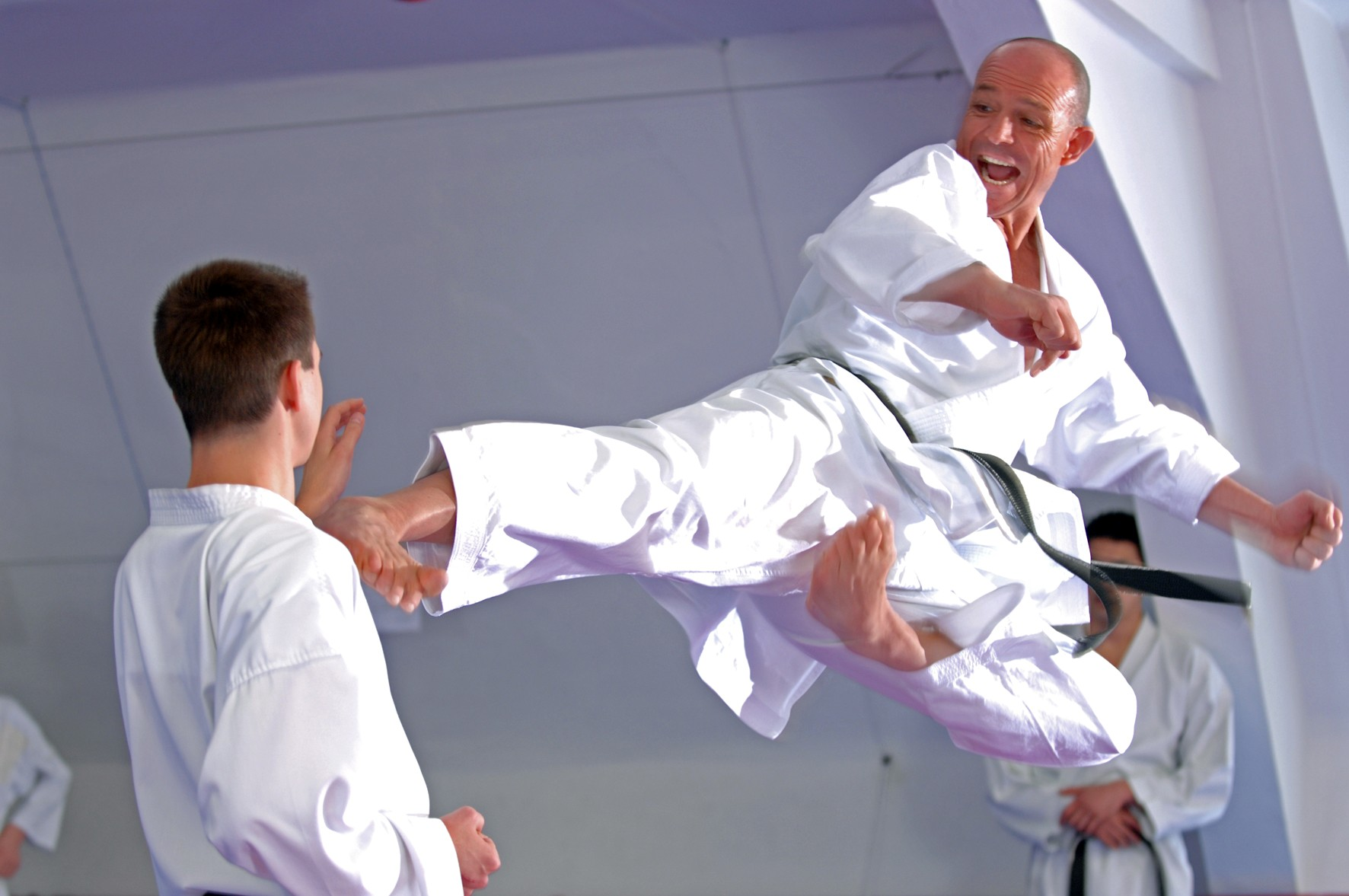
Yoko-Tobi-Geri

  - Yoko-Geri-Keage 横蹴上げ – geschnappter Fußtritt zur Seite
  - Yoko-Geri-Kekomi 横蹴込み – gestoßener Fußtritt zur Seite
- Fumikiri 踏み切り – Schneidetritt
- Fumikomi 踏み込み – Stampftritt
- Yoko-Tobi-Geri 横飛び蹴り – Sprungtritt zur Seite

##### Koho geri後方蹴り– Rückwärtstritte
- Ushiro-Geri Kekomi 後ろ蹴り蹴込み – Rückwärtsfußtritt gestoßen
- Ushiro-Geri Keage 後ろ蹴り蹴上げ – Rückwärtsfußtritt geschnappt
- Ushiro-Mawashi-Geri 後ろ回し蹴り – Halbkreistritt nach hinten
- Ushiro-Tobi-Geri 後ろ飛び蹴り – Sprungtritt nach hinten

##### Sonstiges
- Kansetsu-Geri 関節蹴り – Tritt zum Kniegelenk
- Kin-Geri 金蹴り – Tritt zum Hoden
- Kizami-Geri 刻み蹴り – Prelltritt, Halbkreisförmig mit vorderen Bein z. B. Mae ashi mawashi geri

### Ude-Waza腕技– Armtechniken

#### Trefferflächen

##### Ken拳– Faust
Im Karate gibt es zwei Arten der geschlossenen Faust:
1. alle Finger im Mittelgelenk einwärts biegen, bis die Fingerspitzen die Fingerwurzeln berühren. Der Daumen wird dabei über Zeige- und Mittelfinger gelegt.
2. wie 1, allerdings berührt die Fingerspitze des Zeigefingers die Daumenwurzel anstatt seiner eigenen.

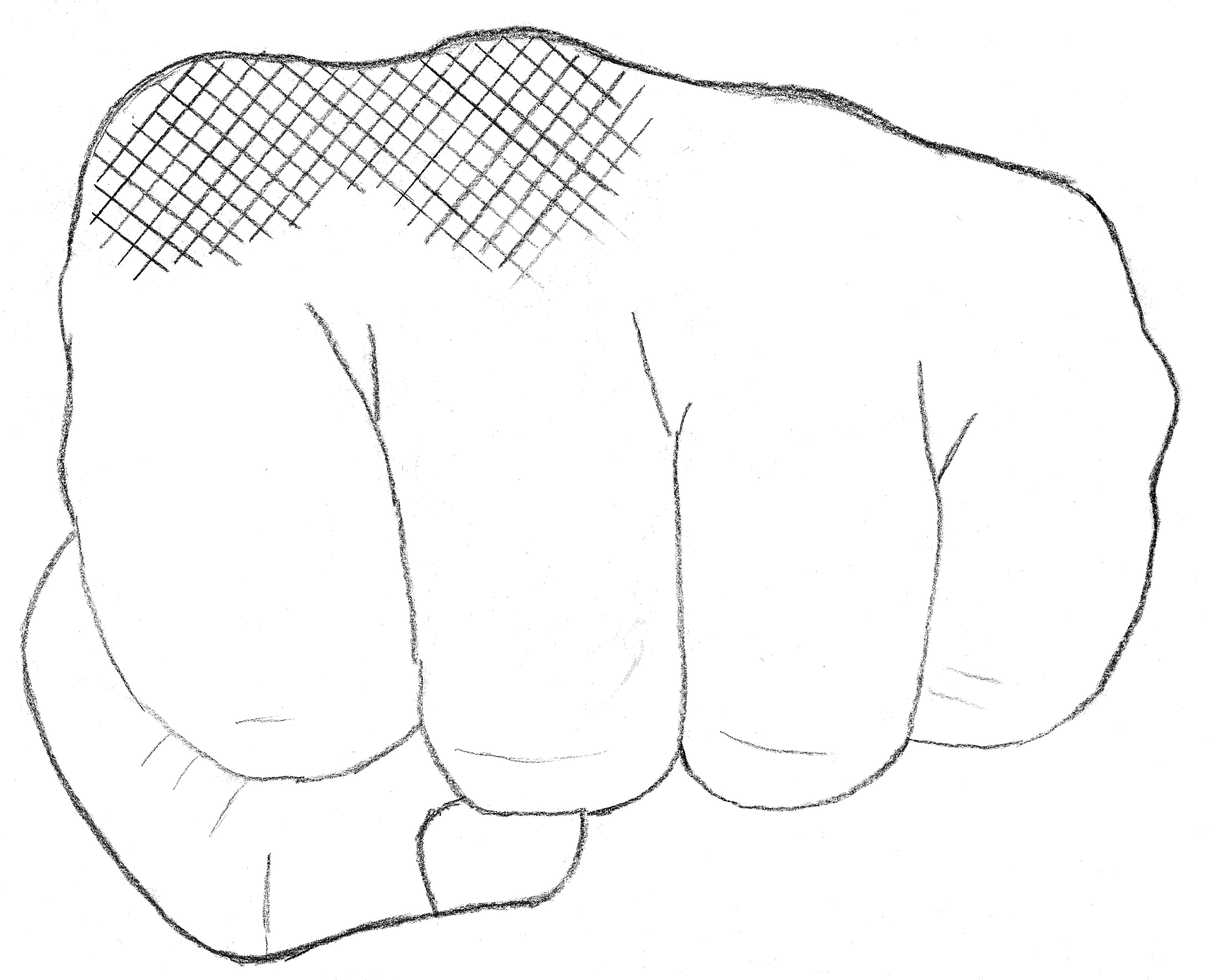
Seiken

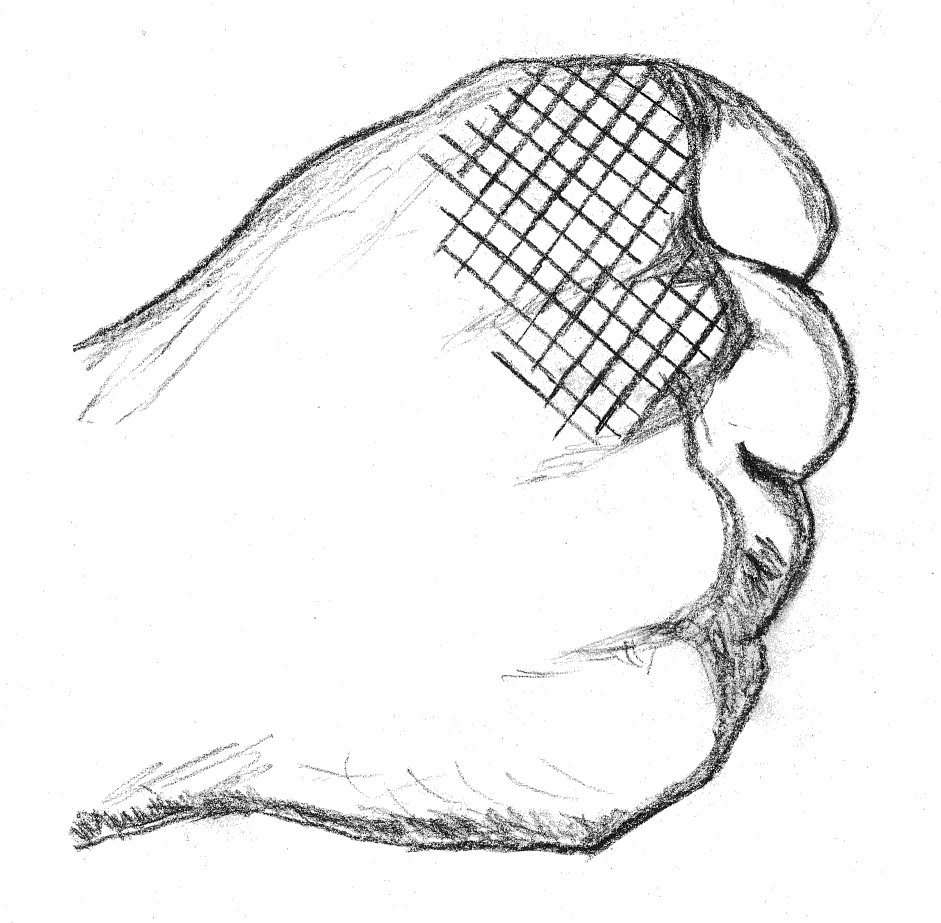
Uraken

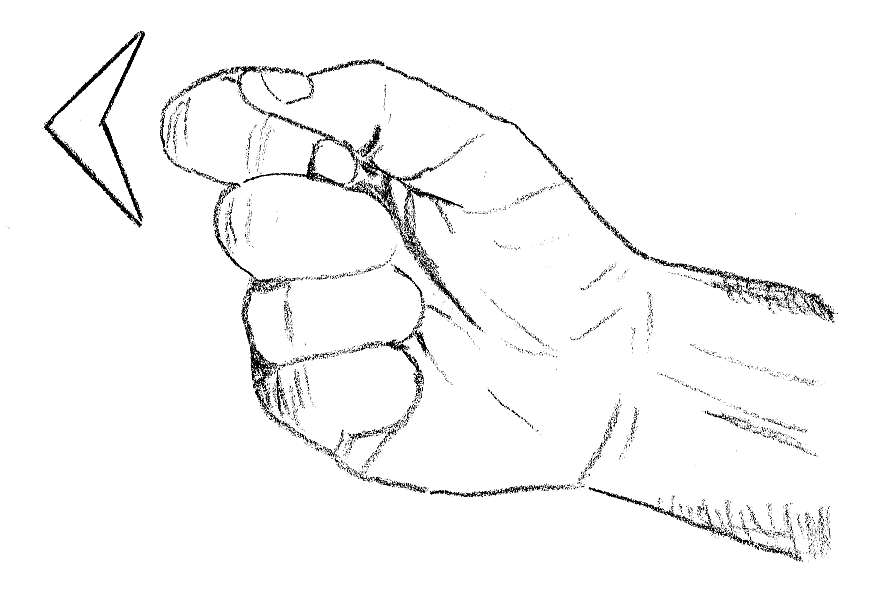
Ippon-Ken

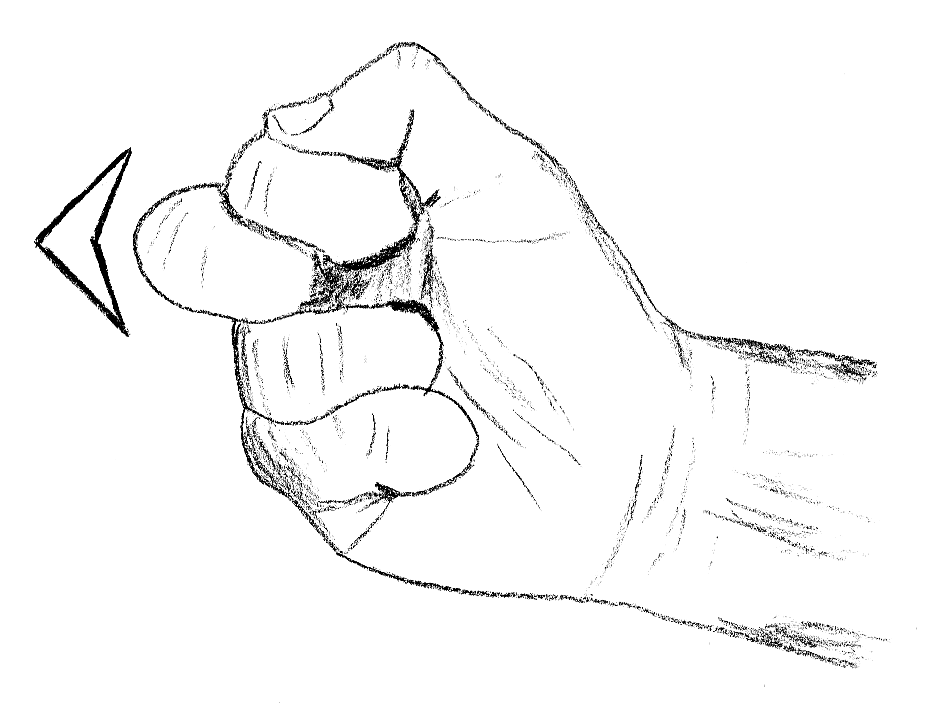
Nakadaka-Ken

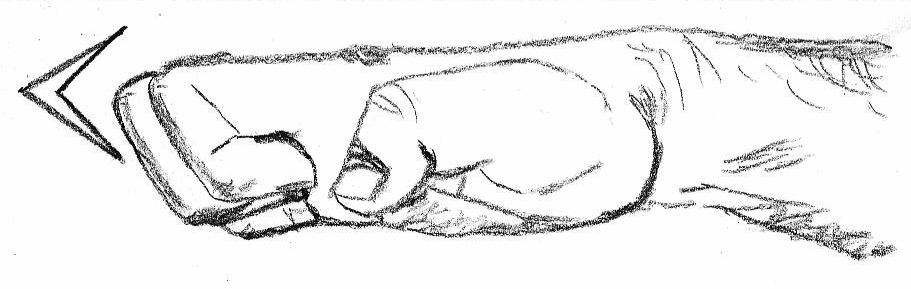
Hiraken

- Seiken 正拳 – Stirnseite der Faust. Wird für Fauststöße verwendet und ist daher die häufigste Faustart im Karate. Mit dieser Trefferfläche kann praktisch jeder Körperteil getroffen werden. Die Mittelhandknochen von Zeige- und Mittelfinger sind die stabilsten in der Mittelhand und bilden eine gerade Verlängerung des Armes. Ringfinger und kleiner Finger haben schwächere Knochen, so dass Treffer mit ihnen auf eine harte Stelle zu einer Boxerfraktur führen können.
- Uraken 裏拳 – Faustrücken. Diese Trefferfläche wird verwendet, wenn aus dem angewinkelten Ellbogen eine Schnappbewegung als Schlag ausgeführt wird (diese Angriffsbewegung heißt ebenfalls Uraken). Prädestiniertes Ziel solcher Angriffe sind Gesicht und Schläfen oder die Seiten des Rumpfes.
- Tettsui/Kentsui 鉄槌/拳槌- Eisenhammer. Die Technikausführung erfolgt wie bei Uraken aus dem Ellbogen, allerdings wird mit der Unterseite der Faust getroffen, als sei sie ein Hammer.
- Ippon ken 一本拳 – Zeigefingerknöchelfaust. Bei der Faustbildung steht das Mittelgelenk des Zeigefingers vor und der Daumen drückt den Zeigefinger gegen die Faust, um diesen zu stabilisieren. Diese Faust wird bei Angriffen gegen die Nase oder die Rippen verwendet.
- Nihon ken 二本拳 – Zweifingerfaust
- Nakadaka (ippon) ken/ 中高(一本)拳 – Mittelfingerknöchelfaust. Wie Ippon ken, allerdings mit vorstehendem Mittelfingermittelgelenk.
- Hiraken 平拳 – Flache Faust. Die Finger werden am Mittelgelenk eingebogen, ohne dass die Faust geschlossen wird. Diese Faust wird gegen Angriffe unterhalb der Nase oder gegen die Rippen eingesetzt.
- Ganken 岩拳 – Felsfaust

##### Te手– Hand
- Ippon Nukite 一本貫手 – Einfingerstich

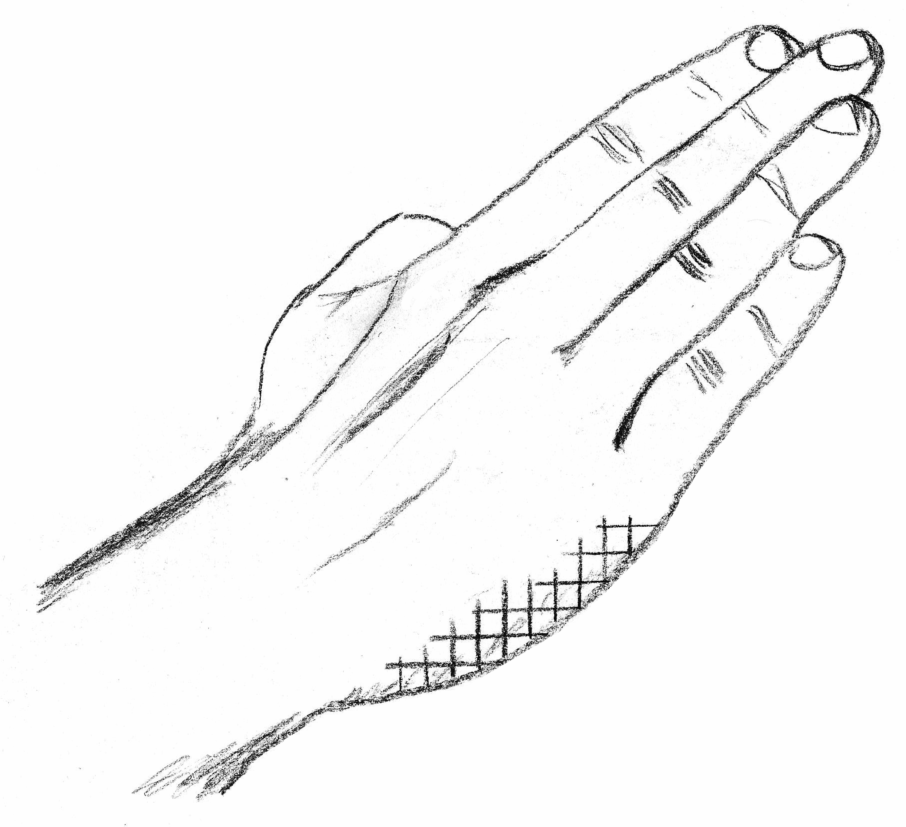
Shutō

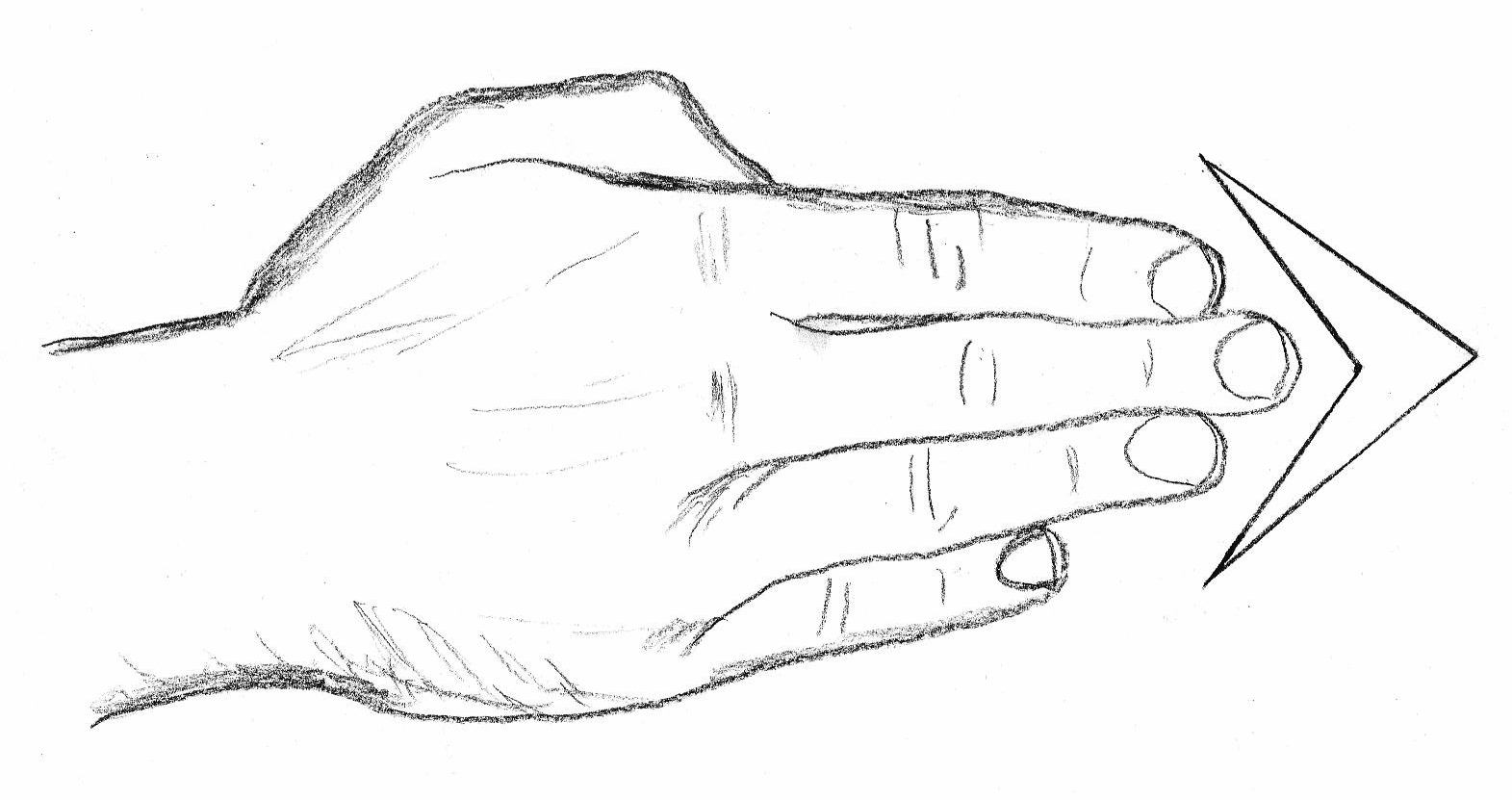
Nukite

Haitō

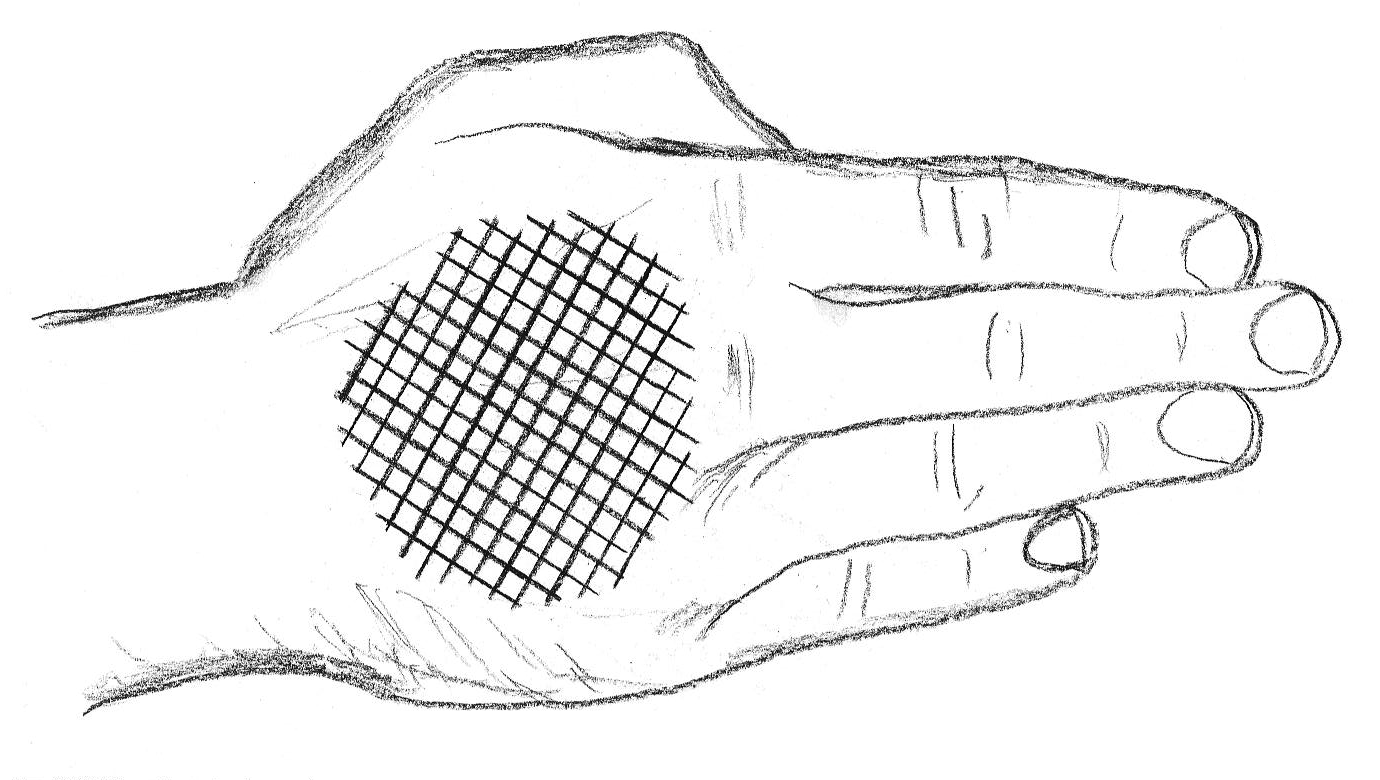
Haishu

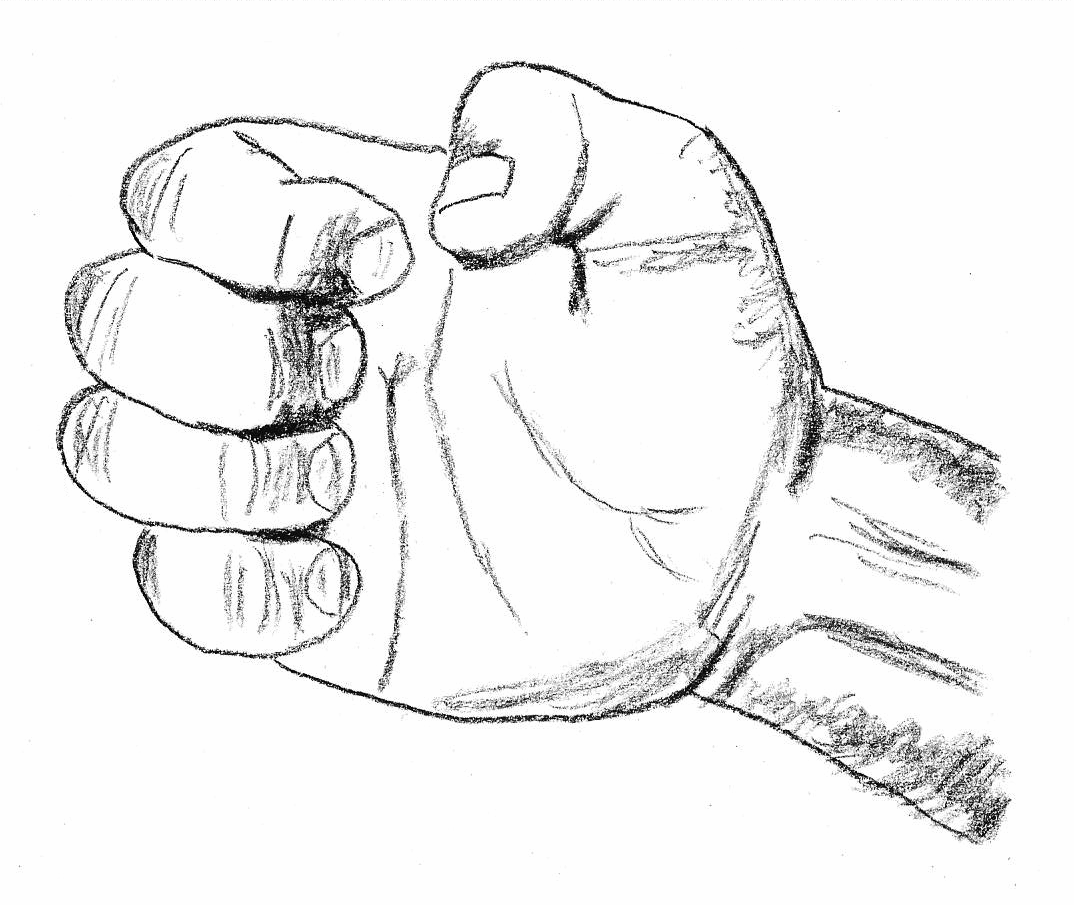
Kumade

- Nihon Nukite 二本貫手 – Zweifingerstich. Nukite-Variante, bei der nur mit zwei Fingern zugestoßen wird; entweder mit Zeige- und Mittelfinger, oder mit Daumen und Zeigefinger.
- Shihon Nukite 四本貫手 – Vierfingerstich
- Teishō / Shōtei 底掌 / 掌底 – Handwurzel. Die Hand wird im Handgelenk aufwärts angewinkelt. Trefferzone ist der Handballen im Bereich des Daumens. Mit dieser Handhaltung werden Angriffe gegen das Kinn ausgeführt oder der Arm des Angreifers wird geprellt.
- Seiryūtō 青竜刀 – chin. Breitschwert
- Kokō 虎口 – Tigermaul (wie beim Greifen)
- Washide 鷲手 – Adlerhand
- Haitō 背刀 – Schwertrücken. Wie Shuto, allerdings wird mit der Handkante zwischen Daumen und Zeigefinger getroffen.
- Haishu 背手 – Handrücken. Der gesamte (Mittel)handrücken dient als Trefferfläche. Eingesetzt zur Abwehr oder gegen Rumpfseiten oder Solar Plexus.
- Nukite 貫手 – Speerhand. Die Spitzen der ersten drei Finger liegen in fast einer Ebene, wozu der Mittelfinger leicht gekrümmt wird. Dadurch können Angriffe gegen den Solar Plexus, zwischen die Augen oder die Achselhöhle ausgeführt werden.
- Shutō 手刀 – Schwerthand. Die ausgestreckte Hand wird versteift und als Trefferfläche dient die Handkante unterhalb des kleinen Fingers. Eingesetzt gegen Schläfen, Hals und Rippen.
- Kumade 熊手 – Bärentatze
- Keitō 鶏冠 – Hahnenkamm
- Kakutō / Koken 鶴頭 / 孤拳 – Kranichkopf

##### Ude腕– Arm
- Gaiwan 外腕 – Armaußenseite
- Haiwan 背腕 – Armrücken
- Naiwan 内腕 – Arminnenseite
- Shuwan 手腕 – Armunterseite
- Empi 猿臂 /Hiji 肘 – Ellenbogen

#### Tsuki waza突き技– Stoßtechniken

##### Ausführungen des Tsuki („Zuki“)
- Jun-Zuki 順突き/ Oizuki 追い突き – gleichseitiger Stoß (Fauststoß auf der gleichen Seite wie der vordere Fuß)
- Gyaku-Zuki 逆突き – seitenverkehrter Stoß (Fauststoß mit der Hand der anderen Seite als der vordere Fuß)
- Choku-Zuki 直突き – gerader Stoß im Stand (aus Heikō-Dachi / Kiba-Dachi / Shiko-Dachi)

##### Formen des Tsuki („Zuki“)
- Oi-Zuki 追い突き – gleichseitiger Stoß. Ein bei geradem Oberkörper ausgeführter Fauststoß von der Körperseite, von der sich auch das Bein (nach Vollführung eines Schrittes, oftmals Zenkutsu Dachi) vorne befindet. Trefferfläche ist Seiken. Startposition ist die Körperseite/Hüfte mit nach oben angelegter Faust. Die Faust bewegt sich auf geradem Weg zum Ziel und vollführt kurz vor dem Auftreffen eine Schraubbewegung. Der andere Arm führt zeitgleich eine Hikite-Bewegung aus (gleiche Bewegung rückwärts).
- Nagashi-Zuki 流し突き – Ausweichstoß
- Kizami-Zuki 刻み突き – Prellstoß. Fausstoß von der vorderen Körperseite aus, hohe Reichweite durch Eindrehen des Körpers.
- Ren-Zuki 連突き – Links-rechts-/Rechts-links-Stoß (Jōdan/Chūdan). Eine Folge von zwei Zukis in kurzem Abstand, beim Gehen auf einen Schritt.
- Dan-Zuki 段突き – doppelter Stoß
- Sanbon-Zuki 三本突き – Links-rechts-links/Rechts-links-rechts-Stoß (Jōdan/Chūdan/Chūdan). Eine Folge von drei Zukis, beim Gehen auf einen Schritt. Zwischen dem zweiten und dritten Zuki gibt es eine kürzere Pause, als nach dem ersten Zuki.
- Age-Zuki 上げ突き – steigender Stoß. Ausgeführt wie Oi-Zuki, wobei allerdings die Faust auf dem Weg zusätzlich hochgezogen wird. Trefferfläche z. B. Uraken gegen das Kinn.
- Ura-Zuki 裏突き – Aufwärtshaken
- Tate-Zuki 立て突き – senkrechte Faust
- Morote-Zuki 双手突き – beidhändig
- Awase-Zuki 合せ突き – senkrecht
- Yama-Zuki 山突き – Berg-Stoß
- Heikō-Zuki 平行突き – Parallelstoß
- Hasami-Zuki はさみ突き – Scherenstoß
- Mawashi-Zuki 回し突き – Halbkreisstoß. Ein Faustschwinger, der aus der Schulter ausgeführt wird.
- Kagi-Zuki 鉤突き – Hakenstoß. Der Zuki wird mit angewinkeltem Arm seitlich am Oberkörper vorbeigeführt. Häufige Stände dabei sind Kiba Dachi oder Kokutsu Dachi.
- Furi-Zuki 振り突き – Fegestoß

#### Uchi waza打ち技– Schlagtechniken

##### Kobushi-Uchi拳打– Faustschläge
- Uraken-Uchi 裏拳打 – Faustrückenschlag
- Tettsui (Kentsui)-Uchi 鉄槌打 – Hammerfaustschlag: Dabei schlägt man in einer Abwärtsbewegung die Unterseite der geschlossenen Faust auf den Körper (z. B. Kopf oder Schulter) des Gegners.

##### Hiji-Uchi肘打– Ellenbogenschläge
- Empi-Uchi 猿臂打ち (Hiji-Ate 肘当て) – Ellenbogenschlag. Der Ellbogen wird mit Faust an Brust oder Schulter angewinkelt und der Schlag wird durch eine Kreisbewegung mit dem Ellbogen ausgeführt. Einsatz bei sehr kurzer Distanz.

##### Kaishō-Uchi開掌打ち– Schläge mit der offenen Hand
- Shutō-Uchi 手刀打ち – Schwerthandschlag. Ausführung eines Handkantenschlags, der meist neben der Wange ausgeholt wird. Kurz vor dem Auftreffen wird der Unterarm rotiert. Die andere Hand führt zeitgleich eine gerade Hikite-Bewegung aus.
- Haitō-Uchi 背刀打ち – Innenhandkantenschlag. Ausführung eines Handkantenschlags, der Chudan oder Gedan ausgeholt wird. Kurz vor dem Auftreffen wird der Unterarm rotiert.
- Haishu-Uchi 背手打ち – Handrückenschlag
- Teishō (Shōtei)-Uchi 底掌打ち – Handwurzelschlag

##### Sonstige
- Morote-Uchi 双手打ち – beidhändiger Schlag

#### Uke-Waza受け技– Abwehrtechniken

##### Wan (Ude)腕– Arm (Unterarm)
- Haiwan 背腕 – obere Fläche des Unterarms
- Shuwan 手腕 – untere Fläche des Unterarms
- Gaiwan 外腕 – Armaußenseite
- Naiwan 内腕 – Arminnenseite
- Te 手 – Hand
- Jōhō (Age)-Uke 上方受け – von unten nach oben
- Otoshi-Uke 落し受け – von oben nach unten
- Naihō (Soto)-Uke 内方受け – von außen nach innen
- Gaihō (Uchi)-Uke 外方受け – von innen nach außen
- Nagashi-Uke 流し受け – Fegeabwehr
- Osae-Uke 抑え受け – Pressabwehr
- Hineri-Uke 捻り受け – Drehabwehr
- Fumikomi-Uke 踏み込み受け – Hineingehen mit Abwehr
- Suri-Uke 擦り受け – Abwehr mit gleitendem Ellenbogen
- Morote-Uke 双手受け – beidhändige Abwehr
- Awase-Uke 合せ受け – unterstützte Abwehr
- Sukui-Uke すくい受け – Schaufelabwehr
- Tsukami-Uke 掴み受け – Greifabwehr
- Kakiwake-Uke 掻き分け受け – Keilabwehr
- Soto-Uke 外受け – von innen nach außen (Shotokan, Wado-Ryu: von außen nach innen)
- Uchi-Uke 内受け – von außen nach innen (Shotokan, Wado-Ryu: von innen nach außen)
- Yoko-Uke – seitliche Abwehr von innen nach außen (im Goju-Ryu anstatt Uchi-Uke verwendet)

##### Abwehrauftreffflächen – Grundstellungen
- Haishu-Uke 背手受け – Handrückenabwehr
- Haitō-Uke 背刀受け – Innenhandkantenabwehr
- Kakutō (Koken)-Uke 鶴頭受け – gekrümmte Hand, Handgelenk, Handrückenseite
- Keitō (Keiko)-Uke 鶏頭受け – Hahnenkamm (Daumengelenk)
- Seiryutō-Uke 青竜刀受け – Ochsenkieferhand
- Teishō-Uke 底掌受け (auch: Shotei-Uke 掌底受け) – Handballenabwehr
- Wan-Uke 腕受け – Unterarmabwehr

##### Sekiwan-Uke隻腕受け– Abwehrformen mit einer Hand

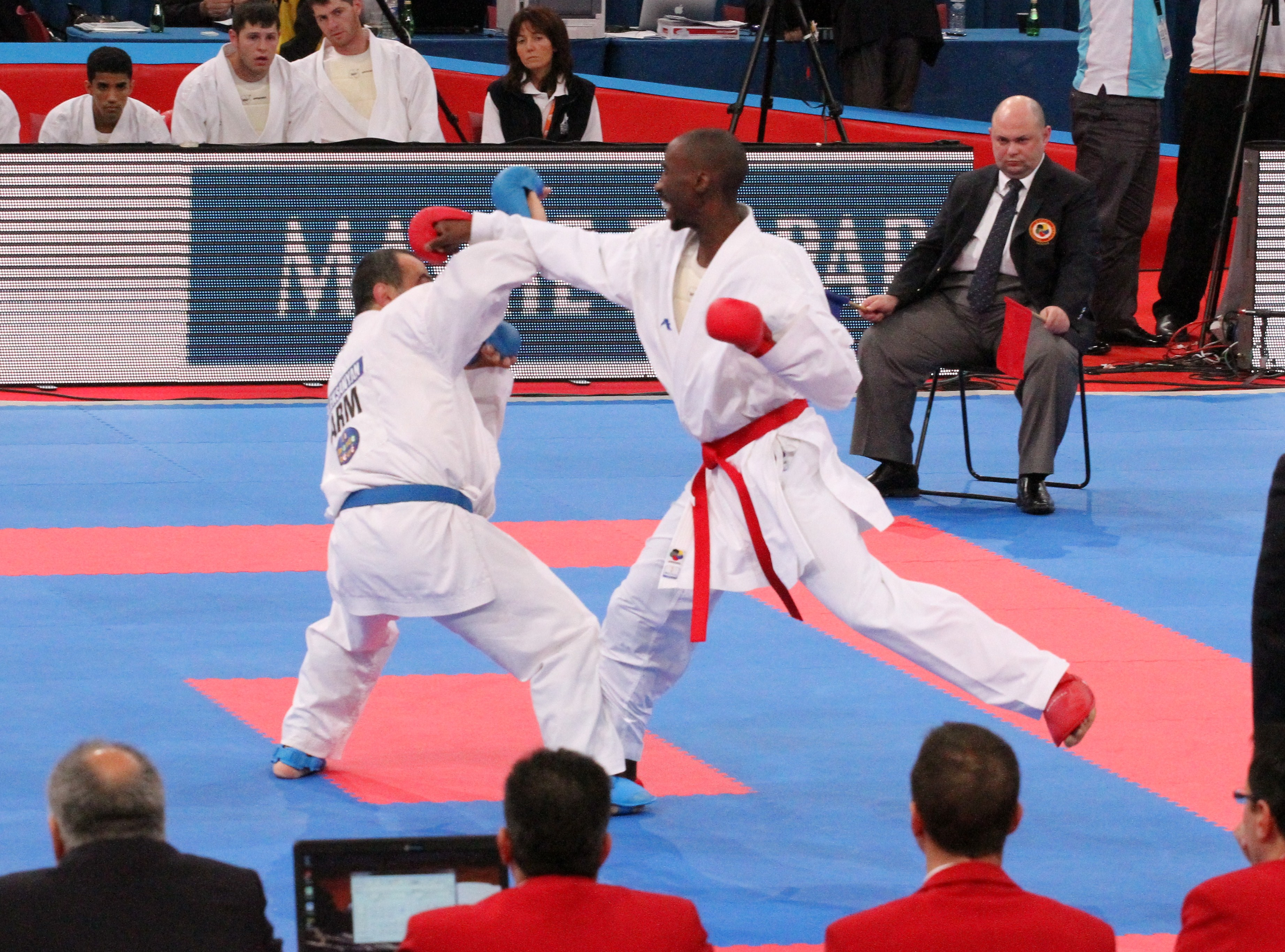
Age uke (links) im Kumite

- Jōdan Age-Uke 上段上げ受け – steigende Abwehr. Der abwehrende Arm wird von der Körperseite in schräger, steigender Bewegung bis zur Stirn hochgezogen und rotiert kurz vor Ende der Ausführung. Die abwehrende Hand ist zur Faust geballt, die Hikite-Hand startet geöffnet auf Stirnhöhe und wird zeitgleich so zurückgezogen, dass beide Arme sich kurzzeitig vor dem Kinn überkreuzen und danach zur Faust geballt. Damit werden Angriffe gegen den Kopf abgeleitet.
- Haiwan-Nagashi-Uke 背腕流し受け – Fegeabwehr mit dem Arm
- Te-Nagashi-Uke 手流し受け – Fegeabwehr mit der Hand
- Shutō-Uke 手刀受け – Handkantenabwehr (Tate shutō uke – senkrechte Hand)
- Te-Osae-Uke 手抑え受け – Pressabwehr mit der Hand
- Ude-Osae-Uke 腕抑え受け – Pressabwehr mit dem Arm
- Tekubi-Kake-Uke 手首掛け受け – Handgelenkabwehr
- Gedan-Barai 下段払い (auch: Harai-Otoshi-Uke 払い落し受け) – Fegeabwehr unten mit Unterarm. Die abwehrende Hand startet zur Faust geballt auf Höhe der gegenüberliegenden Wange, der Hikite-Arm ist nach unten ausgestreckt. Während der Hikite-Arm zurückgezogen wird, fällt der abwehrende Arm herunter, bis er seine Körperseite gestreckt erreicht hat. Ausführung kann je nach Stilrichtung variieren.
- Kake-Uke 掛け受け – Hakenabwehr
- Sukui-Uke 掬い受け – Schaufelabwehr

##### Ryōwan Uke両腕受け– beidhändige Abwehrform
- Morote-Uke 諸手受け – beidhändige Abwehr. Wie Uchi-Uke, wobei die Faust des anderen Armes stützend über das Ellbogengelenk gehalten wird.
- Jūji-Uke 十字受け – Kreuzabwehr. Beide Arme überkreuzen sich vor dem Körper. Wird Jodan oder Gedan ausgeführt, z. B. um die Ausführung eines Trittes zu verhindern. Kann mit offenen oder geschlossenen Händen ausgeführt werden.
- Sokumen-Awase-Uke 側面受け – Seitenabwehr mit beiden Händen
- Kakiwake-Uke 掻き分け受け – Keilabwehr
- Kōsa-Uke 交差受け – beide Arme gekreuzt
- Haiwan-Uke 背腕方受 – Abwehr mit den Oberseiten der Unterarme

##### Sonstige
- Empi-Uke 猿臂受け – Ellenbogenabwehr

#### Rückzugbewegung
- Hiki-Te 引手 – Rückzugbewegung der Faust zur Hüfte. Wird bei fast jeder Technik als Gegenbewegung eingesetzt. Mögliche Gründe: um den Gegner in den Schlag reinzuziehen (die zurückgezogene Faust zur Hüfte soll eigentlich nicht „leer“ sein), um gleichmäßig Körperspannung und Rotation aufzubauen, einen höheren Impuls zu erzeugen, um nach jeder Technik direkt eine neue Technik ausführen zu können, um gleichzeitig einen Gegner im Rücken anzugreifen, um bessere Balance zu haben u. a. Zudem kann die Ausholbewegung oft zeitgleich als weitere Abwehr oder als weiterer Angriff verwendet werden.

## Sonstiges

### Begrüßungsritual
Das Begrüßungsritual dient dazu, das Training formell einzuleiten, alles Ablenkende zu vergessen und sich gegenseitigen Respekt auszusprechen und der Dōjō-Etikette unterzuordnen.
Details mögen je nach Dōjō, Trainer und Stilrichtung variieren, aber meist bilden die Karateka eine nach Graduierung aufsteigende Reihe gegenüber dem oder den Trainern und eventuellen Ehrengästen. Karateka ohne Anzug oder Gürtel reihen sich dabei am niedrigen Ende ein. Der Trainer gebietet dann, die Sitzposition einzunehmen (Traditionell der Graduierung nacheinander). Dann findet die Meditation statt (initiiert und beendet durch den Sensei oder Senpai). Das Begrüßungsritual endet dann in mindestens einem Gruß (meist Sensei ni Rei oder Senpai ni Rei). Zusätzliche Grüße z. B. an Ehrengäste oder die Ahnen werden noch davor ausgesprochen. Der Gruß wird dabei als Verbeugung ausgeführt (kann grundsätzlich im Stand oder im Sitzen erfolgen).
Das Begrüßungsritual findet in dieser Form auch als Abschlussritual statt.
- Seiza 正座 – Kniesitz. Dabei wird auf den Knien gesessen, die Füße befinden sich unter dem Gesäß, die Hände liegen auf den Oberschenkeln. Die Haltung ist aufrecht und entspannt. In dieser Position wird meditiert und anschließend gegrüßt.
- Mokusō 黙想 – Meditation
- Mokusō Yame 黙想止め – Ende der Meditation
- Shōmen ni Rei 正面に礼 – Gruß zur Vorderseite (des Dōjō; Gruß an die Ahnen)
- Sensei ni Rei 先生に礼 – Gruß zum Meister. Diese Aufforderung wird vom ältesten Schüler ausgesprochen, niemals vom Sensei selbst (dies wäre eine unbescheidene Aufforderung, ihn zu grüßen).
- Senpai ni Rei 先輩に礼 – Gruß zum Fortgeschrittenen. Analog zu Sensei ni Rei, wobei ein Senpai dessen Rolle als Trainer übernimmt.
- Otagai ni Rei お互いに礼 – Gegenseitiger Gruß, ggf. auch nur als Rei ausgesprochen.
- Ossu 押忍 – (Grußwort oder Bestätigung). Wird beim Angrüßen eines Menschen während der Verbeugung verwendet (oder auch im Kihon Ippon Kumite auf Toris Ansage). Wird nicht bei Kata verwendet.
- Kiritsu 起立 – Aufstehen

### Kommandos
- Yōi 用意 – Bereitschaft. Es wird ein natürlicher, ausgeglichener Stand eingenommen. Die Arme werden mit Fäusten vor der Hüfte hängen gelassen. Der Karateka ist dabei aufmerksam. Bei der Ausführung von Kata erfolgt ggf. abhängig von der Kata ein spezifischeres Yoi-Kommando durch den Trainer, um eine in der Kata besondere Yoi-Position einzunehmen, z. B. Tekki Yoi (gestreckte, aufeinandergelegte Hände bei geschlossenen Beinen), Bassai Yoi (umhüllen einer Faust mit der anderen Hand), ...
- Kamaete 構えて – Position einnehmen. Die Position wird vorher genannt, z. B. „Links vor mit Gedan-Barai im Zenkutsu Dachi, kamaete“
- Hajime 初め – Anfangen. Startkommando für Kämpfe oder vom Trainer vorgegebene Aufgaben bis mit Yame zum Ende geboten wird.
- Yame 止め – Beenden
- Mawatte 回って – Umdrehen
- Narande 並んで – In einer Reihe aufstellen
- Naore 直れ – Bereit/Bereitschaft
- Hantai 反対 – Andere Richtung/Andersherum
- Seiretsu 整列 – Aufstellung

### Kumite組手
- Kyo 虚 – Kyo bedeutet die Chance, in eine Lücke (suki) des Gegners schlagen zu können. Es gibt zwei Arten des Kyo: Das physische Kyo und das mentale Kyo. Um ein Kyo zu erzeugen, werden Techniken des Go no Sen oder des Sen no Sen eingesetzt.

- Kuzushi 崩し – Stören des Gleichgewichts
- Sun-Dome 寸止め – Stoppen eines Angriffs kurz vor dem Körper des Gegners
- Tori und Uke – Bezeichnung für den Angreifenden und Abwehrenden